# Municipalità metropolitana di Ekurhuleni
La municipalità metropolitana di Ekurhuleni (in inglese Ekurhuleni Metropolitan Municipality) è una municipalità metropolitana della provincia di Gauteng, in Sudafrica. Il suo codice di distretto è EKU.
La sede amministrativa e legislativa è la città di Germiston e il suo territorio, che si estende su una superficie di 1.924 km², è suddiviso in 88 circoscrizioni elettorali (wards). In base al censimento del 2001 la sua popolazione è di 2.478.629 abitanti.

## Geografia fisica

### Confini
La  municipalità metropolitana di Ekurhuleni confina a nord con quello di Tshwane, a ovest con quello di Johannesburg, a nord con la municipalità locale di Kungwini (Metsweding), a est con la municipalità locale di Delmas (Nkangala/Mpumalanga), a est e a sud con la municipalità locale di Lesedi (Sedibeng) e a sud con la municipalità locale di Midvaal (Sedibeng).

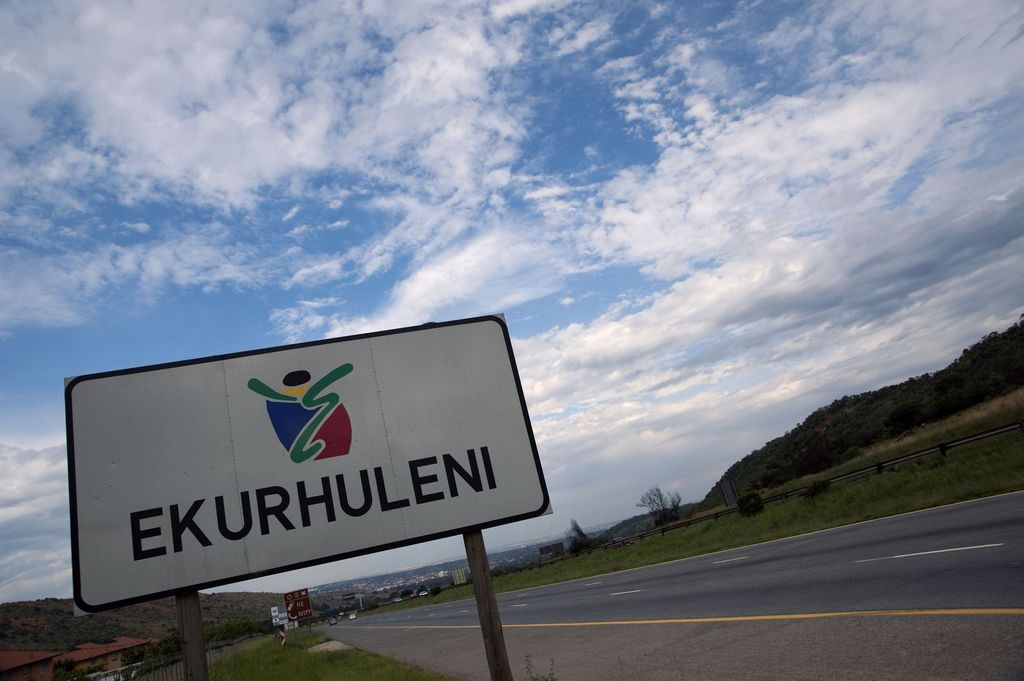
Road sign: Ekurhuleni

### Città e comuni

Ekurhuleni 2001 population density map

- Alberton
- Bapsfontein
- Bedfordview
- Benoni
- Birchleigh
- Boksburg
- Brakpan
- Cerutiville
- Chief Albert Lithuli Park
- Clayville
- Daggafontein
- Daveyton
- Duduza
- Dukathole
- Dunnottar
- Edenvale
- Ekurhuleni Metro
- Elandsfontein
- Elspark
- Etwatwa
- Geduld
- Geluksdal
- Germiston
- Kaalfontein
- Katlehong
- Kempton Park
- KwaThema
- Largo
- Lindelani Village
- Marievale
- Mackenzieville
- Midrand
- Nigel
- Olifantsfontein
- Petit
- Pretoriusstad
- Putfontein
- Reiger Park
- Sesfontein
- Springs
- Strubenvale
- Tembisa
- Thokoza
- Tsakane
- Vosloorus
- Vorsterkroon
- Wattville
- Welgedacht

### Fiumi
- Blesbokspruit
- Hennops
- Natalspruit
- Rietspruit

### Dighe
- Alexander Dam
- Cinderella Dam
- Cowles Dam
- Elsburg Dam
- Gedulddam
- Jan Smutsdam
- Vanryndam

### Laghi
- Homestead Lake